# The Haunting (serie televisiva)
The Haunting è una serie televisiva antologica statunitense di genere paranormale creata e diretta da Mike Flanagan. Ogni stagione è ispirata a un differente romanzo o racconto dell'orrore.

## Trama

### Prima stagione:Hill House
La famiglia Crain, dopo aver trascorso un'estate a Hill House, la villa comprata dai genitori, viene stravolta da una tragedia e negli anni si disgrega. Quasi ventisei anni dopo, il padre Hugh e i cinque fratelli vivono ancora nel ricordo delle esperienze paranormali vissute in quella casa, ognuno cercando di affrontarle a modo suo. Quando si ritrova a dover fronteggiare un nuovo lutto che sembra collegato a Hill House, la famiglia Crain si vede costretta ad affrontare anche i fantasmi del passato, svelando finalmente il mistero dietro alla tragedia e alla casa.

### Seconda stagione:Bly Manor
La giovane insegnante americana Dani è assunta come istitutrice dal ricco zio di due orfani, lord Henry Wingrave, affinché possa prendersi cura dei nipoti. L'uomo, ossessionato dai propri demoni, non vuole avere nulla a che fare con i bambini, di cui ha ottenuto la custodia dopo la morte dei genitori, e impone alla ragazza di non chiamarlo per nessuna ragione. Dani viene mandata a Bly Manor, una villa situata nella campagna dell'Essex, dove fa la conoscenza dei piccoli Flora e Miles, i bambini a cui deve badare. La ragazza si trova a poter contare solo sul personale della casa: la giardiniera Jamie, il cuoco Owen e la governante Hanna. Mentre Dani cerca di affrontare i suoi traumi del passato, che si rifrangono su ogni superficie in cui si specchia, negli abitanti del maniero permane ancora forte il ricordo della precedente istitutrice, Rebecca, suicidatasi nel laghetto della tenuta a causa della storia d'amore con l'assistente di Henry Wingrave, Peter.
Durante il suo soggiorno lì, Dani inizia a notare lo strano comportamento di Flora e Miles, i quali nascondono inevitabilmente segreti inconfessabili che li terrorizzano e allo stesso tempo li responsabilizzano, e gli insoliti fenomeni che avvengono di notte in casa. A mano a mano riemergono i misteri che da tempo influenzano la vita di coloro che vivono a Bly Manor, portando presto i protagonisti a confondere sogno e realtà.

## Episodi
| Stagione         | Episodi | Pubblicazione USA | Pubblicazione Italia |
| ---------------- | ------- | ----------------- | -------------------- |
| Prima stagione   | 10      | 2018              | 2018                 |
| Seconda stagione | 9       | 2020              | 2020                 |

## Personaggi e interpreti

### Prima stagione:Hill House

#### Principali
- Steven Crain, interpretato da Michiel Huisman (adulto) e Paxton Singleton (giovane), doppiato da Stefano Crescentini (adulto) e Riccardo Suarez (giovane).
Il primogenito della famiglia. Da adulto è diventato uno scrittore, famoso per aver scritto un libro sull'esperienza della sua famiglia a Hill House. Crede che la sua famiglia sia affetta da una malattia genetica che porta i componenti ad impazzire.
- Olivia Crain, interpretata da Carla Gugino, doppiata da Francesca Fiorentini.
La madre della famiglia. Lei, insieme a sua figlia Nell, sono tra le più colpite dall'attività paranormale della casa. Soffre di particolari emicranie che le tornano sempre più frequentemente durante il loro soggiorno ad Hill House.
- Hugh Crain, interpretato da Henry Thomas (giovane) e Timothy Hutton (adulto), doppiato da Massimo Rossi. 
Il padre della famiglia. Compra la tenuta di Hill House per ristrutturarla e rivenderla. Dopo l'ultima notte nella villa, si chiude in sé stesso, allontanando i figli per non ferirli con la verità sulla madre e sulla casa.
- Shirley Crain, interpretata da Elizabeth Reaser (adulta) e Lulu Wilson (giovane), doppiata da Laura Cosenza (adulta) e Chiara Fabiano (giovane).
La secondogenita della famiglia. Possiede una casa funeraria con suo marito Kevin e ha due figli.
- Luke Crain, interpretato da Oliver Jackson-Cohen (adulto) e Julian Hilliard (giovane), doppiato da Fabrizio De Flaviis (adulto) e Alberto Vannini (giovane).
Gemello più grande di 90 secondi di Nell e uno dei due membri più giovani della famiglia. Ha problemi di tossicodipendenza.
- Theo Crain, interpretata da Kate Siegel (adulta) e Mckenna Grace (giovane), doppiata da Selvaggia Quattrini (adulta) e Lucrezia Roma (giovane).
La terzogenita della famiglia. È una psicologa infantile. Ha un "dono" come sua madre, cioè sperimentare la conoscenza psichica semplicemente toccando le persone o le cose; per questo motivo indossa sempre dei guanti.
- Nell Crain, interpretata da Victoria Pedretti (adulta) e Violet McGraw (giovane), doppiata da Veronica Puccio (adulta).
Gemella di Luke, è uno dei due membri più giovani della famiglia. A causa della traumatica esperienza a Hill House, soffre di paralisi del sonno. Lei e Luke possiedono un'empatia mentale e fisica che chiamano "cose da gemelli".

#### Ricorrenti
- Horace Dudley, interpretato da Robert Longstreet, doppiato da Roberto Draghetti.
Assieme alla moglie è custode di Hill House e aiutante della famiglia Crain.
- Clara Dudley, interpretata da Annabeth Gish, doppiata da Emilia Costa.
Lei, insieme a suo marito, è custode di Hill House e domestica della famiglia Crain.
- Kevin Harris, interpretato da Anthony Ruivivar.
Marito di Shirley.
- Leigh Crain, interpretata da Samantha Sloyan, doppiata da Loretta Di Pisa.
Moglie di Steven.
- Trish Park, interpretata da Levy Tran, doppiata da Giulia Franceschetti.
Ragazza con la quale Theo inizia ad uscire.
- Ryan Quale, interpretato da James Lafferty, doppiato da Marco Vivio.
Ricordo di Shirley, con cui ha avuto una notte di passione.
- Arthur Vance, interpretato da Jordane Christie.
Marito di Nell e suo tecnico del sonno.
- Janet, interpretata da Elizabeth Becka.
La sorella di Olivia, che ha cresciuto i suoi 5 figli dopo la sua morte.
- Jayden Harris, interpretato da Logan Medina.
Il primogenito di Kevin e Shirley.
- Allie Harris, interpretata da May Badr.
La secondogenita di Kevin e Shirley.
- Joey, interpretata da Anna Enger, doppiata da Eva Padoan.
Amica di Luke nel centro di disintossicazione.
- William Hill, interpretato da Fedor Steer.
Uno dei proprietari di Hill House che impazzì murandosi vivo in una stanza della casa ed ivi morendo. Diventa il fantasma alto con bombetta e bastone che spaventa Luke da bambino perché quest'ultimo, una volta trovatala, aveva tenuto per sé la sua bombetta.
- Abigail Dudley, interpretata da Olive Elise Abercrombie.
La secondogenita di 6 anni di Clara e Horace. Sua sorella maggiore è nata morta a Hill House, diventando un fantasma della casa; per questo motivo i genitori l'hanno cresciuta isolata dal resto del mondo e le hanno proibito di andare a Hill House. Nessuno sa della sua esistenza. Diventa amica di Luke incontrandolo di nascosto nei boschi, tuttavia la famiglia Crain, non avendola mai vista, crede che sia un'amica immaginaria di Luke.
- Poppy Hill, interpretata da Katie Parker (giovane) e Polly Craig (anziana), doppiata da Ilaria Latini (giovane).
La moglie di William Hill, paziente psichiatrica, che morì di vecchiaia. Come fantasma manipola Olivia facendola prima impazzire e poi suicidare.
- Hazel Hill, interpretata da Mimi Gould.
La sorella di William e cognata di Poppy, l'ultima proprietaria della casa prima della famiglia Crain, morta di vecchiaia. Clara e Horace Dudley lavoravano per lei. Come fantasma dice ad Olivia di non fidarsi di Poppy perché cattiva e pazza.

### Seconda stagione:Bly Manor

#### Principali
- Danielle "Dani" Clayton, interpretata da Victoria Pedretti, doppiata da Veronica Puccio.
Una ex insegnante americana che si trasferisce a Londra in cerca di lavoro, trovandolo a Bly Manor come educatrice dei bambini Flora e Miles Wingrave.
- Peter Quint, interpretato da Oliver Jackson-Cohen, doppiato da Fabrizio De Flaviis.
Assistente di Henry Wingrave, si innamorò di Rebecca Jessel e insieme progettarono di fuggire in America; prima di partire venne però ucciso, diventando uno dei fantasmi di Bly Manor.
- Jamie, interpretata da Amelia Eve, doppiata da Eva Padoan.
La giovane giardiniera di Bly Manor dal passato turbolento. Durante il corso della storia inizia una relazione amorosa con Dani.
- Hannah Grose, interpretata da T'Nia Miller, doppiata da Barbara De Bortoli.
La governante di Miles e Flora Wingrave a Bly Manor. Sin da subito dimostra di avere una grande connessione con la casa e con tutto quello che vi è dentro.
- Owen Sharma, interpretato da Rahul Kohli, doppiato da Gianfranco Miranda.
Tornato in città da Parigi per accudire la madre malata, Owen Sharma diventa il cuoco di Bly Manor. È dolce e affettuoso con i ragazzi, che tratta come fossero figli suoi. È innamorato di Hannah Grose.
- Rebecca Jessel, interpretata da Tahirah Sharif, doppiata da Jolanda Granato.
La prima educatrice di Flora e Miles Wingrave. Si innamora di Peter Quint; muore prima di fuggire con lui, diventando uno dei fantasmi di Bly Manor.
- Flora Wingrave, interpretata da Amelie Bea Smith, doppiata da Alessandra Cannavale.
Una dolce bambina, sorella di Miles Wingrave. È in grado di sentire e comunicare con tutti i morti di Bly Manor. Viene spesso posseduta da Rebecca Jessel.
- Miles Wingrave, interpretato da Benjamin Evan Ainsworth, doppiato da Valeriano Corini.
Il fratello maggiore di Flora, con la quale ha un forte legame. Nonostante sia un bambino gentile in certe situazioni assume dei comportamenti molto ambigui. Viene spesso posseduto da Peter Quint.
- Henry Wingrave, interpretato da Henry Thomas, doppiato da Massimo Rossi.
Lo zio di Miles e Flora; dopo la morte dei genitori di quest’ultimi non vuole più avere niente a che fare con Bly Manor e lascia la cura dei nipoti ad Hannah Grose. Si scopre essere il padre biologico di Flora.

#### Ricorrenti
- Eddie O'Mara, interpretato da Roby Attal, doppiato da Alessandro Campaiola.
L'ex fidanzato di Dani, che morì venendo investito da un'auto pochi minuti dopo essere stato lasciato dalla ragazza. Il suo fantasma perseguita Dani, facendola sentire in colpa per l'accaduto.
- Viola Willoughby/La Dama del Lago di Bly Manor, interpretata da Kate Siegel, doppiata da Selvaggia Quattrini.
La proprietaria di Bly Manor nel 1646, moglie di Arthur e madre di Isabel. Dopo sei anni di agonia per la sua malattia ai polmoni venne uccisa da sua sorella Perdita, ormai stanca di accudirla e di esserne picchiata. La sua volontà di non lasciare la sua casa e sua figlia Isabel anche dopo la morte fece sì che la sua anima rimanesse chiusa nel baule di ricchezze destinate alla figlia; quando questo venne buttato dal marito nel laghetto di Bly Manor, Viola divenne il pericoloso fantasma che ogni notte ripercorre la stessa strada in cerca della figlia, uccidendo tutte le persone che trova nel suo cammino dal lago alla villa. Grazie alla sua forza, coloro che muoiono nella tenuta rimangono bloccati come fantasmi, come lei infine perdendo a poco a poco la propria identità, il proprio viso e la propria voce.
- Perdita Willoughby, interpretata da Katie Parker, doppiata da Erica Necci.
Sorella di Viola, uccise sua sorella malata dopo averla accudita per sei anni. Diventò la nuova padrona di Bly Manor sposando suo cognato Arthur. Cercando a tutti costi di aprire il baule pieno di vestiti e gioielli, lasciato da sua sorella e destinato alla figlia Isabel, venne uccisa dal fantasma di Viola, diventando il primo spettro di Bly Manor, bloccato nella soffitta.
- Arthur Lloyd, interpretato da Martin McCreadie.
 Marito di Viola, da cui ha una figlia, Isabel. Dopo la morte di sua moglie, si sposa con sua cognata Perdita. Quando in soffitta trova Perdita morta, col baule destinato a sua figlia aperto, si convince che sia il baule sia la casa siano maledetti. Dopo aver quindi gettato il baule nel lago della casa, scatenando a sua insaputa la trasformazione di sua moglie Viola nel fantasma del lago, lascia per sempre Bly Manor insieme con sua figlia Isabel.
- Fantasma con la faccia di bambola, interpretato da Calix Fraser.
Bambino che viveva a Bly Manor nel 1700, ucciso da Viola dopo averlo trovato nella stanza di sua figlia; la donna, convinta che potesse essere lui il bambino che cercava disperatamente, lo portò con sé, facendolo diventare così uno dei fantasmi imprigionati nella tenuta.
- Charlotte Wingrave, interpretata da Alex Essoe, doppiata da Federica De Bortoli.
Moglie di Dominic e madre di Miles e Flora. Morì durante un viaggio in India con suo marito. Per anni era stata l'amante di suo cognato Henry, da cui aveva avuto Flora, tacendo però sulla paternità.
- Dominic Wingrave, interpretato da Matthew Holness.
Marito di Charlotte, fratello di Henry e padre di Miles e Flora. Quando scoprì la relazione tra la moglie e il fratello, organizzò un viaggio in India per tentare di recuperare il matrimonio, ma entrambi i coniugi ivi morirono in un incidente.
- La narratrice/Jamie invecchiata, interpretata da Carla Gugino, doppiata da Francesca Fiorentini.
Voce narrante di tutti gli episodi della stagione. Viene mostrata nel primo episodio, dove annuncia di voler raccontare una storia di fantasmi durante un matrimonio nel 2007; si scopre essere una Jamie ormai avanti negli anni, che con malinconia narra delle vicende di Bly Manor a Flora e Miles cresciuti che non ricordano né l'accaduto né le persone coinvolte.

## Produzione
Il 10 aprile 2017, venne annunciato che Netflix avrebbe sviluppato una serie horror senza titolo, composta da 10 episodi diretti da Mike Flanagan. Il progetto era basato sul romanzo di Shirley Jackson del 1959 L'incubo di Hill House.
Il 27 agosto 2018, venne annunciato che la serie sarebbe stata pubblicata dal 12 ottobre dello stesso anno.
Nel febbraio 2019, Netflix rinnova la serie per una seconda stagione, che è stata distribuita il 9 ottobre 2020. La stagione si intitola Bly Manor, e si basa sul romanzo di Henry James del 1898 Il giro di vite.
Il 23 dicembre 2020, Flanagan conferma di non avere in programma nuovi capitoli della serie.

### Casting
Il 13 giugno 2017, venne annunciato che Michiel Huisman si era unito al cast della serie. Il mese seguente si unì anche Carla Gugino, seguita, il 5 agosto da Henry Thomas, Elizabeth Reaser e Kate Siegel. Più tardi si unirono al cast anche Oliver Jackson-Cohen, Victoria Pedretti, Lulu Wilson, Mckenna Grace e Violet McGraw.

### Riprese
Le riprese della prima stagione iniziarono ad Atlanta, in Georgia nell'ottobre del 2017 e finirono nel maggio del 2018.

## Promozione
Il trailer ufficiale della prima stagione venne pubblicato il 19 settembre 2018.

## Distribuzione
La prima stagione è stata pubblicata su Netflix, in tutti i paesi in cui il servizio è disponibile, il 12 ottobre 2018.
La seconda stagione è stata pubblicata il 9 ottobre 2020.

## Accoglienza

### Prima stagione
La serie ha ricevuto recensioni positive da vari siti web critici specializzati. Su Rotten Tomatoes, la prima stagione ha ottenuto un punteggio di approvazione del 93% basato su 94 recensioni. La sintesi dei giudizi dei critici riportata sul sito, recita: "The Haunting of Hill House è un'efficace storia di fantasmi la cui costante e crescente attesa è soddisfacente quanto la sua agghiacciante ricompensa." In Metacritic la serie ha un punteggio di 79 su 100, sulla base di 18 recensioni, che corrisponde a "recensioni generalmente favorevoli".